# Maucourt (Somme)
Maucourt (picardisch: Moucourt) ist eine nordfranzösische Gemeinde mit 202 Einwohnern (Stand 1. Januar 2022) im Département Somme in der Region Hauts-de-France. Die Gemeinde liegt im Arrondissement Péronne, gehört zum Kanton Moreuil und ist Teil der Communauté de communes Terre de Picardie.

## Geographie
Die Gemeinde in der Landschaft Santerre liegt rund 5 km ostsüdöstlich von Rosières-en-Santerre an der Départementsstraße D39 und südlich der Bahnstrecke Amiens-Laon. Im nördlichen Teil der Gemeinde liegt ein großer französischer Soldatenfriedhof. Der ehemalige Flugplatz Rosières-en-Santerre lag ebenfalls etwas nördlich des Ortes. 

## Einwohner
| 1962 | 1968 | 1975 | 1982 | 1990 | 1999 | 2006 | 2010 |
| ---- | ---- | ---- | ---- | ---- | ---- | ---- | ---- |
| 135  | 118  | 102  | 87   | 107  | 152  | 151  | 158  |

## Verwaltung
Bürgermeister (maire) ist seit 2008 Fabrice Massias.

## Sehenswürdigkeiten
- Kirche
- Kriegerdenkmal
- Französischer Soldatenfriedhof (Nécropole nationale)